# Malena Ortiz
Malena Ortiz Cruz (Madrid, España, 16 de julio de 1997) es una exfutbolista española nacionalizada azerí. Jugó como centrocampista en el Valencia CF de la Primera División Femenina de España.

## Selección nacional
Ortiz representó a Azerbaiyán durante las fases clasificatorias de las ediciones 2015 y 2016 del Campeonato Europeo Femenino Sub-19 de la UEFA.

## Clubes
| Club              | País   | Año       |
| ----------------- | ------ | --------- |
| Rayo Vallecano    | España | 2014-2015 |
| C. D. Canillas    | España | 2014-2016 |
| C. D. TACON       | España | 2016-2020 |
| Real Madrid C. F. | España | 2020-22   |
| Servette F. C.    | Suiza  | 2022-2024 |
| Valencia CF       | España | 2024-2025 |

## Vida personal
Ortiz proviene de una familia hispano-cubana. Su hermana gemela Samara Ortiz también es futbolista profesional. Ambas se han nacionalizado azeríes por requerimiento de la entonces seleccionadora sub-19 de Azerbaiyán, la también madrileña Patricia González.